# Julia Heuer
Julia Heuer (geboren 1982 in Rottweil) ist eine deutsche Textilkünstlerin und Modedesignerin. 2015 erhielt sie den Design Preis Schweiz.

## Leben
Julia Heuer wurde in Deutschland geboren. Sie studierte Textildesign an der Kunstakademie in Stuttgart. Während ihres Studium absolvierte sie ein Auslandssemester in Dänemark. Nach ihrem Studium arbeitete sie beim Schweizer Textildesign-Unternehmen Jakob Schlaepfer in St. Gallen.
2017 gründete Heuer dann ihr eigenes Label. Als Designerin kreiert Julia Heuer dynamische Drucke und handgefertigte Plissees für ihr eigenes Modelabel.

### Projekte
Eines ihrer ersten erfolgreichen Projekte erhielt den Namen Adobe Indigo. Damit gewann sie 2015 den Design Preis Schweiz in der Kategorie Fashion. Bei dieser Kollektion steht das Wort Adobe für den digitalen Teil und Indigo dagegen für den handwerklichen Teil. Die Kollektion ist während ihrer Arbeit bei Jakob Schlaepfer entstanden.

### Färbe- und Falttechnik
Julia Heuer verwendet in der Kreation ihrer Designs die traditionelle japanische Technik Shibori, mit welcher sie während ihres Studiums erstmals in Berührung kam. Dabei wird der Stoff um einen Zylinder gewickelt und danach mit einem Faden jeden Zentimeter abgebunden. Danach kommt der Stoff in eine Ofen, durch die Hitze verformt sich Polyester zu Plissee und die kraftvollen Farben verschmelzen miteinander. Die Technik, die Heuer in ihren Kollektionen nutzt, wird nirgends anders genutzt. Sie hat dafür ein Frauenteam angelernt, das für sie plissiert. Heuer arbeitet in Paris, wo ihre Kollektionen, neben Estland und Italien, auch produziert werden.

### Modehäuser
Ihre Arbeiten mit einzigartigen Muster und kraftvollen Farben sind in namhaften Modehäusern zu finden. Darunter etwa Christian Dior, Comme des Garçons oder auch Calvin Klein.